# 内川芳美
内川 芳美（うちかわ よしみ、1926年8月28日 - 2004年11月17日）は、日本のマス・コミュニケーション研究者。マス・メディア史、マス・コミュニケーション史の分野において『マス・メディア法政策史研究』（1989年）に代表される業績を残した。また、放送制度研究にも業績を残し、2004年には「『20世紀放送史』編集への指導・助言」などを理由にNHK放送文化賞を受賞した。

## 人物
佐賀県生まれ。1948年、東京大学法学部を卒業し、大学院（旧制）に進んで岡義武に師事した。1949年5月31日に東京大学新聞研究所が設立された後、8月30日付で助手に採用され、以降、1954年に助教授、1964年に教授と昇任した。1971年から1974年まで、新聞研究所所長も務め、1987年に定年退官した。退官後は、東京大学名誉教授の称を受けるとともに、成蹊大学文学部教授となり、文学部長を務めた後、1995年に退職。
研究職の傍ら、映画倫理管理委員会委員、放送文化基金理事、日本放送協会監事などの公職も務めた。
内川の死後、日本マス・コミュニケーション学会は、遺贈された資金により「内川芳美基金」を設け、優れたマス・メディア研究の著作を対象に、2007年度から隔年で「内川芳美記念マス・コミュニケーション学会賞」を贈っている。

## 代表的著作
- 『マス・メディア法政策史研究』有斐閣、1989年
- 翻訳：シーバート、ピータスン、シュラム『マス・コミの自由に関する四理論』東京創元社、1959年
- 『現代史資料40・41 マス・メディア統制 I・II』みすず書房、1973年・1975年[10]